# الدرعية (فرقيطة)
|}الدرعية (830) هي كورفيت من فئة الجبيل تابعة للبحرية الملكية السعودية.

## التطوير والتصميم
في يوليو 2018، تم الإعلان عن توقيع نافانتيا اتفاقية مع البحرية الملكية السعودية لإنتاج خمس طرادات من طراز أفانتي 2000 مع تسليم آخرها بحلول عام 2022 بتكلفة تقارب 2 مليار يورو.

## البناء والوظيفة
تم إنشاء الدرعية في عام 2019 وتم إطلاقها في 14 نوفمبر 2020 في نافانتيا في سان فرناندو.

## انظر أيضُا
- الجبيل (فرقيطة)